# Блогерман, Ирина Абрамовна
Ирина Абрамовна Блогерман (род. 26 июля 1947, Одесса) — советский и украинский деятель кино, киномонтажёр. Работала над созданием многих известных фильмов на Одесской киностудии.

## Фильмография
- 1978 — «Отряд особого назначения»
- 1979 — «Ипподром»
- 1980 — «Ожидание (телевизионный)», совм. с Викторией Монятовской
- 1982 — «4:0 в пользу Танечки», совм. с Викторией Монятовской
- 1983 — «Военно-полевой роман»
- 1984 — «Сказки старого волшебника»
- 1985 — «Миллион в брачной корзине»
- 1988 — «Узник замка Иф»
- 1989 — «Искусство жить в Одессе»
- 1989 — «Наследница Ники»
- 1992 — «Мушкетеры двадцать лет спустя»
- 1993 — «Тайна королевы Анны, или Мушкетёры тридцать лет спустя»
- 1994 — «Я люблю»
- 1997 — «Афёры, музыка, любовь...»
- 1999 — «Как кузнец счастье искал»
- 2002 — «Вышивальщица в сумерках»
- 2006 — «У реки» и др.